# 3-Нитробензойная кислота
3-нитробензойная кислота — органическое соединение с молекулярной формулой C6H4(NO2)CO2H. Синтетический предшественник 3-аминобензойной кислоты, которая используется в некоторых красителях.

## Лабораторные методики синтеза
Получают нитрованием бензойной кислоты смесью концентрированной серной кислоты и нитрата калия. Пронитровать её стандартной нитрующей смесью не удаётся, так как в последней слишком много воды, а карбоксильная группа дезактивирует нитрование.